# Aircraft Meteorological Data Relay
 (mai 2012).
Si vous disposez d'ouvrages ou d'articles de référence ou si vous connaissez des sites web de qualité traitant du thème abordé ici, merci de compléter l'article en donnant les références utiles à sa vérifiabilité et en les liant à la section « Notes et références ».

Aircraft Meteorological Data Relay (AMDAR)  est un programme de l'Organisation météorologique mondiale (OMM).
L'objet d'AMDAR est la récupération et la valorisation des données aérologiques collectées par les avions de ligne. Les données actuellement disponibles sont la température, la vitesse et la direction du vent, la pression statique, et la turbulence, ainsi que des données complémentaires nécessaires à l'exploitation de ces résultats, comme la position de l'avion au moment de la mesure.
Ces données sont disponibles grâce aux capteurs intégrés aux instruments de vol de l'avion : sonde Pitot ou sonde de Prandtl, centrale de navigation, centrale d'inertie.
Ces données sont communiquées au sol en temps réel par le biais de Datalink ondes courtes (ACARS) ou par satellite  (ASDAR).
Une description détaillée est donnée dans le manuel de référence AMDAR de l'OMM (WMO-No 958).

## Usage
Les données AMDAR sont assimilées en routine par les modèles de prévision numérique du temps et constituent un complément appréciable aux données de radiosondage, par leur fréquence spatiale et temporelle plus importante, bien que l'altitude atteinte et la finesse de l'échantillonnage soient nettement inférieures à celles d'un radiosondage classique (10000 m au mieux, avec environ un point de mesure tous les 300 m d'altitude pour un profil AMDAR contre 20000 m en routine avec un point de mesure tous les 50 m d'altitude pour un radiosondage standard).

## Projets et développements
En 2008, les deux projets les plus importants sont la mesure du taux d'humidité de l'air par des capteurs WVSS (de l'anglais Water Vapour Sounding System) et une adaptation de Amdar aux avions à turbopropulseurs sous le forme d'un pod intégré nommé Tamdar (Tropospheric Amdar). Cependant, alors que AMDAR est une coopération mondiale patronnée par l'OMM, TAMDAR est un développement privé sur un créneau ouvert avec une gestion privée de la chaine de donnée de bout en bout.

## Perspective dans le cadre de laveille météorologique mondiale(VMM)
On envisage de doter la génération à venir des modèles de prévision numérique du temps de capacités d'assimilation en temps réel, modulable en fonction des besoins de la prévision synoptique (recalage du modèle) ou de la prévision immédiate (situation d'urgence). Dans ce contexte, le trafic aérien  pourra proposer à la demande quasi immédiatement les mesures effectuées pour leurs besoins propres par les avions survolant la zone concernée.